# Il rubino di fumo
Il rubino di fumo è un romanzo scritto da Philip Pullman nel 1985, il primo  della serie su Sally Lockhart. 

## Trama
La protagonista è Sally Lockhart, una sedicenne da poco rimasta orfana. La madre è morta quando lei era piccolissima, e il padre è annegato con la sua nave commerciale diretto in Cina, perché aveva scoperto qualcosa di strano nei rapporti commerciali.
Qualche giorno dopo il naufragio Sally riceve una lettera. Questa lettera darà inizio alle sue avventure, che la porteranno a scoprire la verità su suo padre e sulla sua famiglia.
Nella serie di Sally Lockhart, ambientata verso la fine dell'800, i romanzi noir narrano le avventure di una ragazza rimasta orfana ed educata in modo poco classico per il suo tempo che aiutando quello che sarà il suo futuro amore a far fiorire e gestire uno studio fotografico, finisce per smascherare traffici nascosti, ingiustizie sociali e pirati. Nella serie vengono trattati argomenti come i pogrom, l'inizio del socialismo, le persecuzioni antisemite a ridosso della prima guerra mondiale, le premesse alla nascita dello stato d'Israele e svariati altri fatti storici, offrendo spunti di riflessione e di approfondimento personale anche in un pubblico giovane.
Nel 2006 in Inghilterra ne è stato tratto un telefilm ad opera della BBC.

## Edizioni
- Philip Pullman, Il rubino di fumo, collana Gaia Junior, 1ª ed., Arnoldo Mondadori Editore, 1990, ISBN 88-04-33486-X.